# Krishna Krishna Chettur
Krishna Krishna Chettur fue un diplomático indio.
- Fue hermano de Sankara Krishna Chettur (1905-1972)
- De 1950 al 25 de julio de 1952 fue embajador en Tokio.[1]
- Del 25 de julio de 1952  al 30 de agosto de 1954 fue embajador en Rangún.
- A partir del 30 de agosto de 1954 fue embajador en Bruselas.[2]